# Élise Lucet
Élise Lucet (Rouen, 30 maggio 1963) è una giornalista, conduttrice televisiva, produttrice televisiva e caporedattrice francese.
Dopo vent'anni trascorsi a France 3, in particolare come conduttrice del giornale televisivo serale, ha poi presentato per undici anni, il giornale televisivo delle 13 di France 2 dal lunedì al venerdì, fino al 29 aprile 2016.
Specializzata in giornalismo investigativo, produce e conduce il programma televisivo Cash Investigation dal 2012.

## Riconoscimenti e onorificenze
- Cavaliere della Legione d'onore, nominata nel 2008 dal ministro della cultura in carica Christine Albanel[2].
- Grande premio del giornalismo internazionale, nel 2014
- Premio per l'etica, assegnato dall'associazione anti corruzione Anticor nel 2015.